# سنتز مادلونگ
در شیمی آلی، سنتز مادلونگ(به انگلیسی: Madelung synthesis) یک واکنش شیمیایی است که با حلقه‌ای‌سازی درون‌مولکولی N-فنیل‌آمیدها با استفاده از باز قوی در دمای بالا، ایندول‌ها (استخلافی یا بدون استخلاف) را تولید می‌کند. سنتز مادلونگ در سال ۱۹۱۲ توسط والتر مادلونگ گزارش شد، زمانی که او مشاهده کرد که ۲-فنیل‌ایدول با استفاده از N-بنزیل-o-تولوئیدین و دو اکی‌والان سدیم اتوکسید در یک واکنش با دمای بالا و بدون هوا سنتز می‌شود. شرایط معمول واکنش شامل استفاده از آلکوکسید سدیم یا پتاسیم به عنوان باز در حلال‌های هگزان یا تتراهیدروفوران، در دماهای بین ۲۰۰ تا ۴۰۰ درجه سانتی گراد است. یک مرحله هیدرولیز نیز در سنتز مورد نیاز است. سنتز مادلونگ از این جهت مهم است که یکی از معدود واکنش‌های شناخته شده ایست که ایندول‌ها را از چرخه حرارتی کاتالیز شده با باز از N-استیل-o-تولوئیدین‌ها تولید می‌کند.

## واکنش کلی
این روش اساساً به تهیه ۲-آلکینیل‌ایندول‌ها (که به راحتی از طریق جانشینی الکترون‌دوستی آروماتیکی قابل دسترسی نیست) به دلیل شرایط سخت واکنش، محدود می‌شود. سازوکار دقیق واکنش برای سنتز مادلونگ به شرح زیر است.